# Mas de les Farigoles (Sant Pere de Ribes)
El Mas de les Farigoles és una obra de Sant Pere de Ribes (Garraf) protegida com a Bé Cultural d'Interès Local.

## Descripció
Masia situada entre el nucli de Puigmoltó i l'Hospital de Sant Camil. És un edifici aïllat de planta irregular formada per diversos cossos superposats. El volum principal consta de planta baixa i pis i té la coberta a dues vessants amb el carener paral·lel a la façana. Té un portal d'arc de mig punt arrebossat, entorn el qual hi ha diverses finestres d'arc pla arrebossat. La façana de gregal té adossat un cos que sobresurt respecte el volum principal. És de planta baixa i pis i coberta a dues vessants amb el carener perpendicular a la façana. A la seva façana lateral presenta un portal d'arc de mig punt ceràmic amb brancals de pedra, que està encarat amb el portal principal. A la façana de xaloc hi ha dues finestres de factura moderna i un rellotge de sol circular, així com un pou amb corriola adossat. La façana de gregal d'aquest cos té adossat un nou cos de planta baixa i pis i coberta a una vessant que desaigua al lateral. S'hi accedeix per un portal d'arc escarser ceràmic amb brancals de pedra, sobre el qual hi ha una finestra de factura moderna. A la façana de garbí hi ha adossat l'antic celler, on s'hi conserva la premsa de vi i els cups. L'acabat exterior és arrebossat i pintat de color blanc, amb el portal principal ressaltat de diferent tonalitat. Dins la finca hi ha diversos pous antics, un dels quals té una inscripció de "1813".

## Història
Antigament, la masia era coneguda com a Can Ferret. Tal com consta en el llibre d'Apeo, l'any 1847 ja es denomina Mas Farigola, tot i que encara pertanyia a Josep Ferret.